# Katiola
Katiola is een stad in het centrum van Ivoorkust en de hoofdplaats van de regio Hambol. Katiola is ook een departement van deze regio. De stad telde in 2014 56.681 inwoners.
De bevolking bestaat voornamelijk uit Mangoro en Tagbana. De stad staat bekend om haar klei en aardewerk. In 1957 werd de school Centre de formation professionnelle en art et céramique opgericht. Aardewerk maken is traditioneel een taak van de vrouwen. Het Maison des potières is opgericht in 2014 en toont aardewerk van Mangoro-vrouwen.
Katiola ligt aan de autoweg A3 en aan de spoorlijn tussen Abidjan en Ouagadougou in Boerkina Faso.
Sinds 1955 is Katiola de zetel van een rooms-katholiek bisdom.